# Jovan Popović (graditelj)
Jovan Popović (Obrenovac, 1950 — 8. januar 2021) bio je srpski slikar i kompozitor, solista Radio Beograda i jedan od najpoznatijih jugoslovenskih i srpskih graditelja violina.
Zajedno sa suprugom Biljanom Popović se bavio i humanitarnim radom, tako da su poklonili preko 30 violina izrazito talentovanoj deci.
Sa suprugom je i osnivač udruženja građana „Savremeni Violinari” sa idejom da se, posebno mladi, muzičari kroz interaktivne radionice edukuju o procesu izrade violina kao i o osnovnim tehnikama održavanja instrumenata.
Njegove violine sviraju učenici i studenti na akademijama u Srbiji i u regionu, a takođe i mnogi muzičari u Evropi, između ostalog u Belgijskom Kraljevskom Orkestru kao i u Australiji i Sjedinjenim Američkim Državama.

## Biografija
Rođen je 1. februara 1950. godine u Obrenovcu. Osnovnu i srednju školu je završio u Obrenovcu i Ubu posle čega je završio školovanje u internatu „29. novembar” u Subotici. Po služenju vojnog roka posvetio se svojoj ljubavi prema muzici i slikarstvu kao i onome po čemu će postati najpoznatiji - violini i graditeljstvu.
Graditeljstvom violina se bavio preko 50 godina. Zanat je učio kod ukrajinskog majstora Aleksa Šmigeljskog, koji je u to vreme bio asistent čuvenog italijanskog graditelja violina Morasija (Gio Batta Morassi). Izgradio je 218 violina od kojih je jednu zaveštao muzičkoj školi „Kosta Manojlović” u Zemunu. Svoju 19. violinu je, usled nedostatka alata, izgradio koristeći naoštrenu kašiku umesto dleta i smatrao ju je svojim remek delom.
Takođe se bavio reparaturom gudačkih instrumenata, kao i edukacijom učenika i studenata o graditeljstvu i održavanju instrumenata.
Bio je solista Radio Beograda i ostavio je dosta trajnih snimaka. Njegove kompozicije su izvodili, između ostalih, Gordana Runjajić, Merima Njegomir, Sonja Perišić, Duško Ljubičić, Jovan Maljoković, Moma Stanojević, Dejan Jovanović i Tomica Milić. Učestvovao je na mnogim festivalima i kao solista i kao kompozitor. Takođe je sarađivao i sa Turskom Radio Televizijom kao gost sa svojom suprugom Biljanom na emisiji Yüzyıl da geçese.
Održao je više samostalnih slikarskih izložbi u galerijama po Srbiji, a iza sebe je ostavio preko 300 ulja na platnu.
Sa suprugom je dva puta, 2015. i 2018. godine u organizaciji opštine Zemun bio učesnik na manifestaciji „Dani evropske baštine”.
Živeo je i radio u Zemunu. Preminuo je 8. januara 2021. godine.

## Nagrade i priznanja
- 2005. godine je Sonja Perišić sa njegovom kompozicijom „Hej Paliću” dobila prvu nagradu žirija i publike na festivalu Vojvođanske zlatne žice u Novom Sadu
- 5. novembra 2019. godine mu je, zajedno sa suprugom Biljanom Popović, uručena povelja sa medaljom „Zaslužni građanin Zemuna za posebne zasluge u razvoju Gradske opštine Zemun i značajna ostvarenja u oblasti umetnosti”.

## Spoljašnje veze
- Zvanična prezentacija Архивирано на веб-сајту  (26. мај 2021)
- „Ruka je najbolja alatka”. DrvoTehnika. Приступљено 26. 5. 2021.
- „HEJ, PALIĆU - Sonja Perišić”. You Tube. Приступљено 26. 5. 2021.